# Holger-Madsen
Holger-Madsen, född 11 april 1878, död 1 december 1943, var en dansk skådespelare och regissör.  
Holger-Madsen scendebuterade som skådespelare vid Rønne Teater 1896 och gästspelade vid olika teatrar fram till 1905 då han engagerades till Casinos fasta ensemble. Han debuterade som filmskådespelare 1907 i filmen Den sorte hertug. Han producerade sin första egna film 1912, där han svarade för såväl regi, manus och en av huvudrollerna. Han anställdes av Nordisk Film som manusförfattare, regissör och skådespelare. Mellan 1913 och 1919 medverkade han i drygt 80 filmer och blev Nordisk Films ledande regissör. Från 1920 arbetade han som regissör i Tyskland och var med om att lansera Elisabeth Bergner som filmskådespelare. 

## Regi i urval
- 1914 – Børnevennerne
- 1914 – Ned med vaabnene
- 1916 – Praestens datter
- 1917 – Livets gøglespil
- 1918 – Himmelskibet
- 1919 – Har jeg ret til at tage mit eget liv
- 1928 – Die seltsame Nacht der Helga Wanger
- 1935 – Sol over Danmark

## Filmografi roller i urval
- 1908 – Sherlock Holmes
- 1911 – Den svarte doktorn
- 1931 – Præsten i Vejlby
- 1932 – Med fuld musik

## Filmmanus
- 1925 – Ein Lebenskünstler
- 1928 – Die seltsame Nacht der Helga Wangen
- 1936 – Giftes - nej tak!